# メルセデス・ベンツ・SL

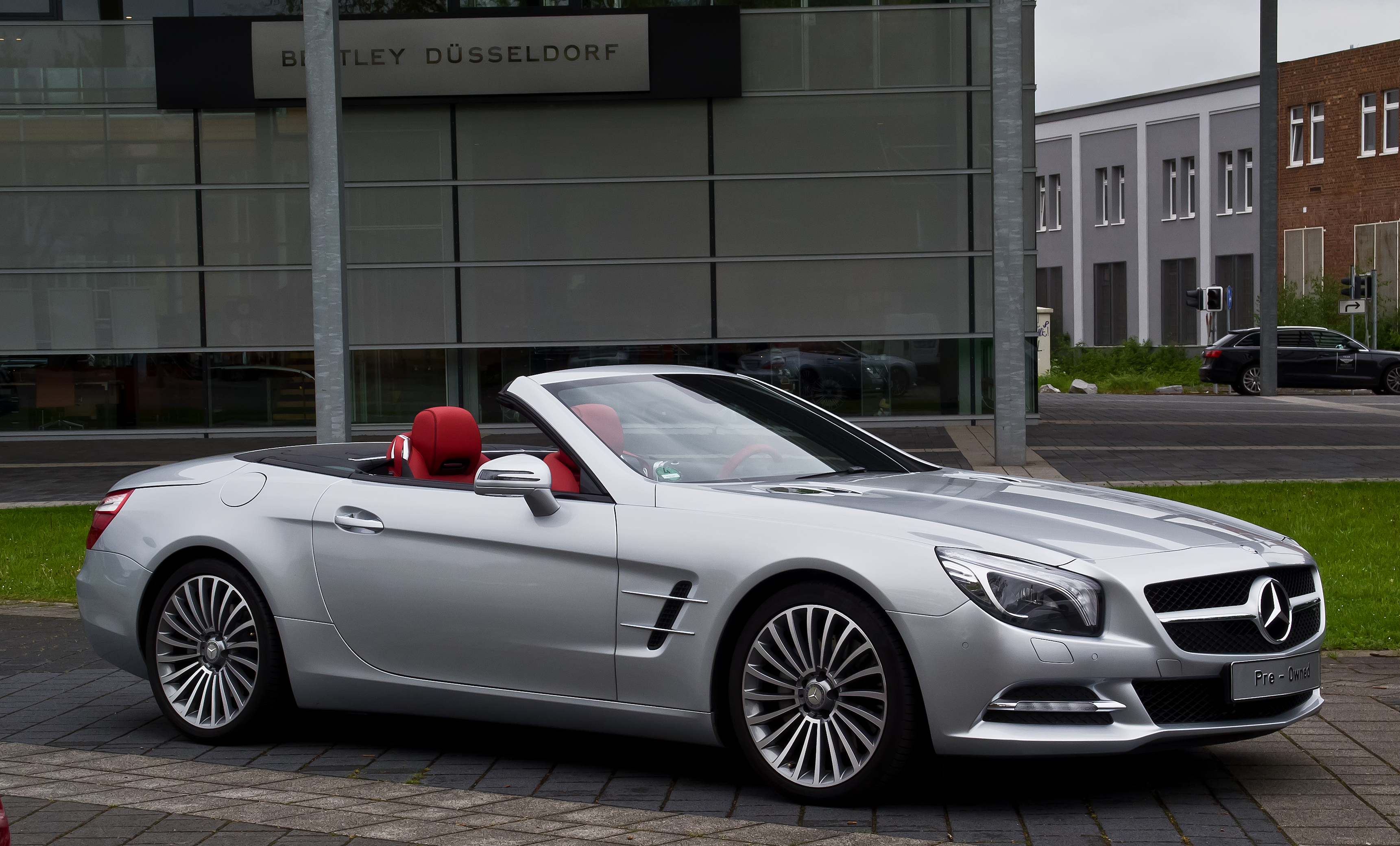
SL 350 (R 231)

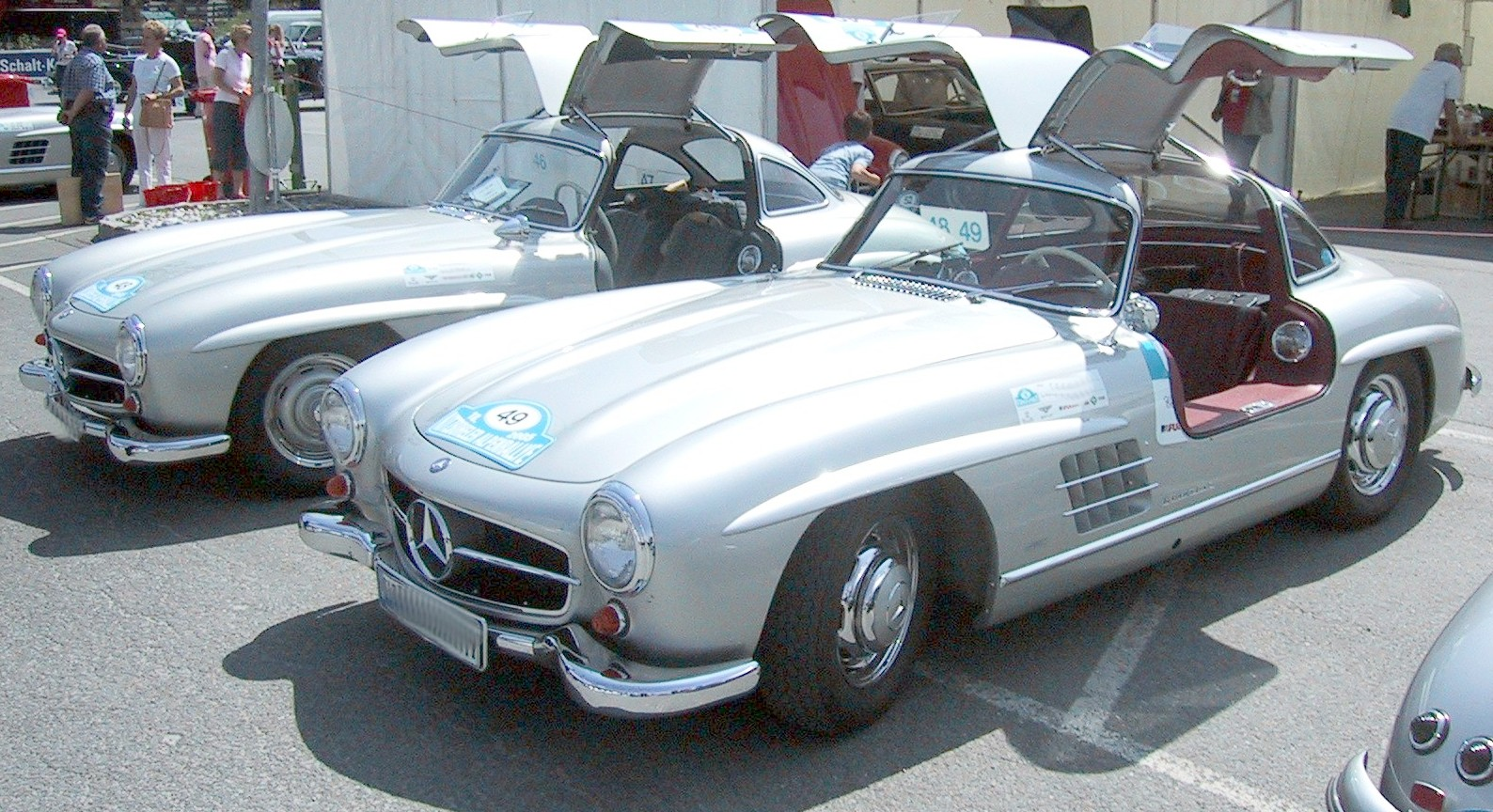
初代 300SL クーペ (1955)(1956)

メルセデス・ベンツ・SL（Mercedes-Benz SL）は、ドイツの自動車メーカーであるメルセデス・ベンツ・グループがメルセデス・ベンツブランドで展開していたクーペ、カブリオレ、クーペカブリオレタイプの高級スポーツカーである。現在は、メルセデスAMGブランドより、カブリオレタイプが展開されている。

## 概要
SLは、2シーターオープンスポーツの最高峰に位置づけられ、下位にはSLC（旧名称：SLK）が存在した。5代目（R230）は、Eクラスのプラットホームをベースとしている。
「SL」はドイツ語で軽量スポーツカーを意味する「Sport Leicht （シュポルト・ライヒト）」の頭文字に由来する。
初代は、1952年にル・マン24時間耐久レースを制覇した「300SL」（W194）をベースに、軽量クーペまたはカブリオレとして発展した。しかし、2代目（W113）より高級車・高性能車としての性格を強め、ラグジュアリー性や快適性を重視するコンセプトが現在に至るまで貫かれている。
4代目（R129）まではソフトトップを採用し、その上から装着するハードトップをオプションで販売していたが、その重さや大きさゆえに、脱着は容易にできないものであった。しかし、5代目（R230）よりSLKにも搭載されている「バリオルーフ」（電動格納式ハードトップ）を備え、クーペカブリオレとなった。
以前は、SLクラス（SL-Class）と呼ばれていたが、2015年の新規則による車名変更が適用され、名称が改められた。また、「SL55 AMG」が2001年・2002年シーズンの、「SL63AMG」が2008年・2009年シーズンのF1セーフティカーを担当した。
7代目（R232）は、メルセデスAMG専用モデルとなった。6代目までのクーペカブリオレ （メタルトップ）に代わって、4代目以来のソフトトップが採用されたほか、SLクラスでは史上初となる4WDと四輪操舵が採用された。
現在、メルセデス・ベンツが販売する車種の中で最も長い歴史を誇っている。

## 初代 W198（1954年-1963年）

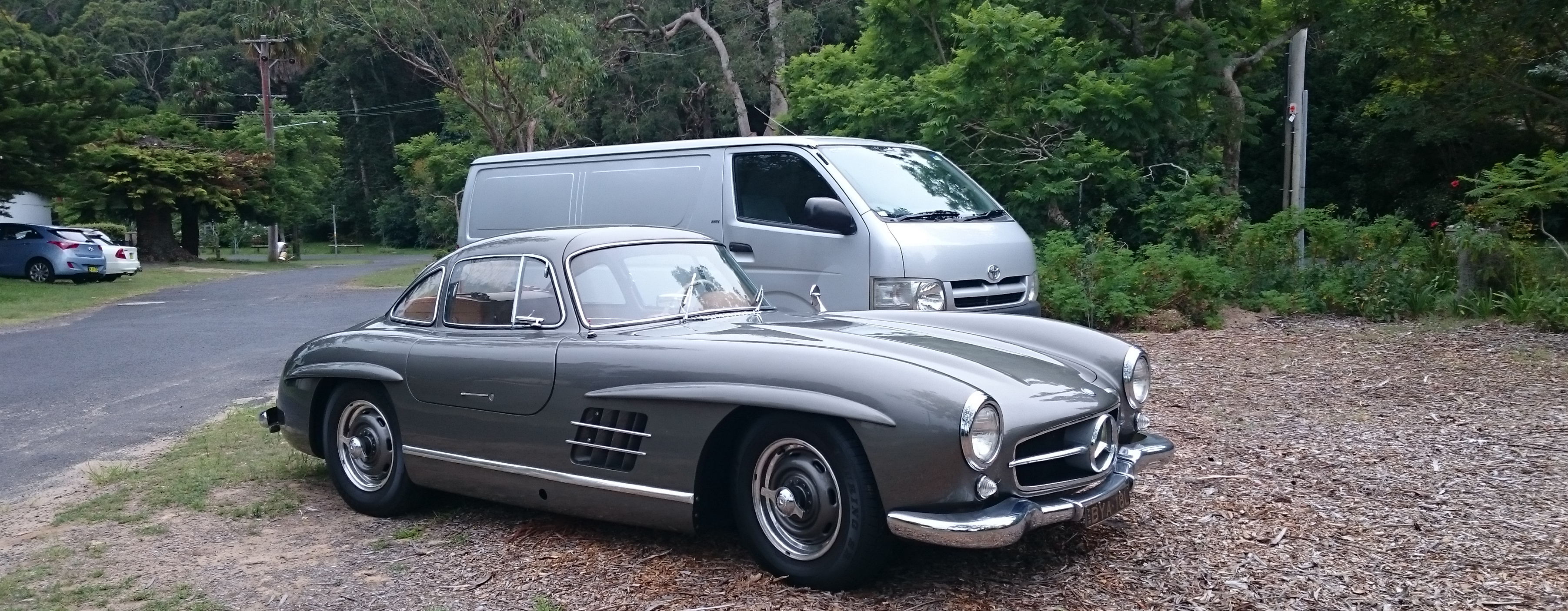
初代 300SL

## 2代目 W113（1963年-1971年）

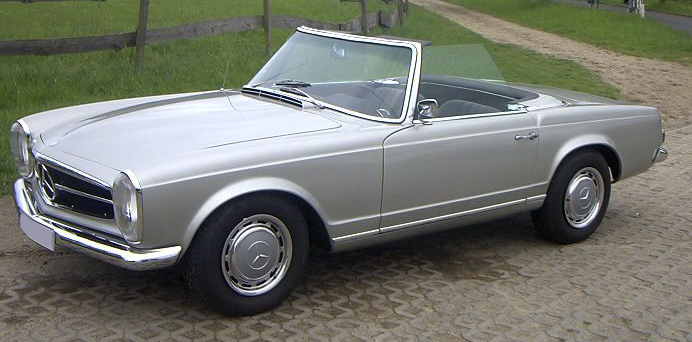
2代目SLクラス（ロードスター）

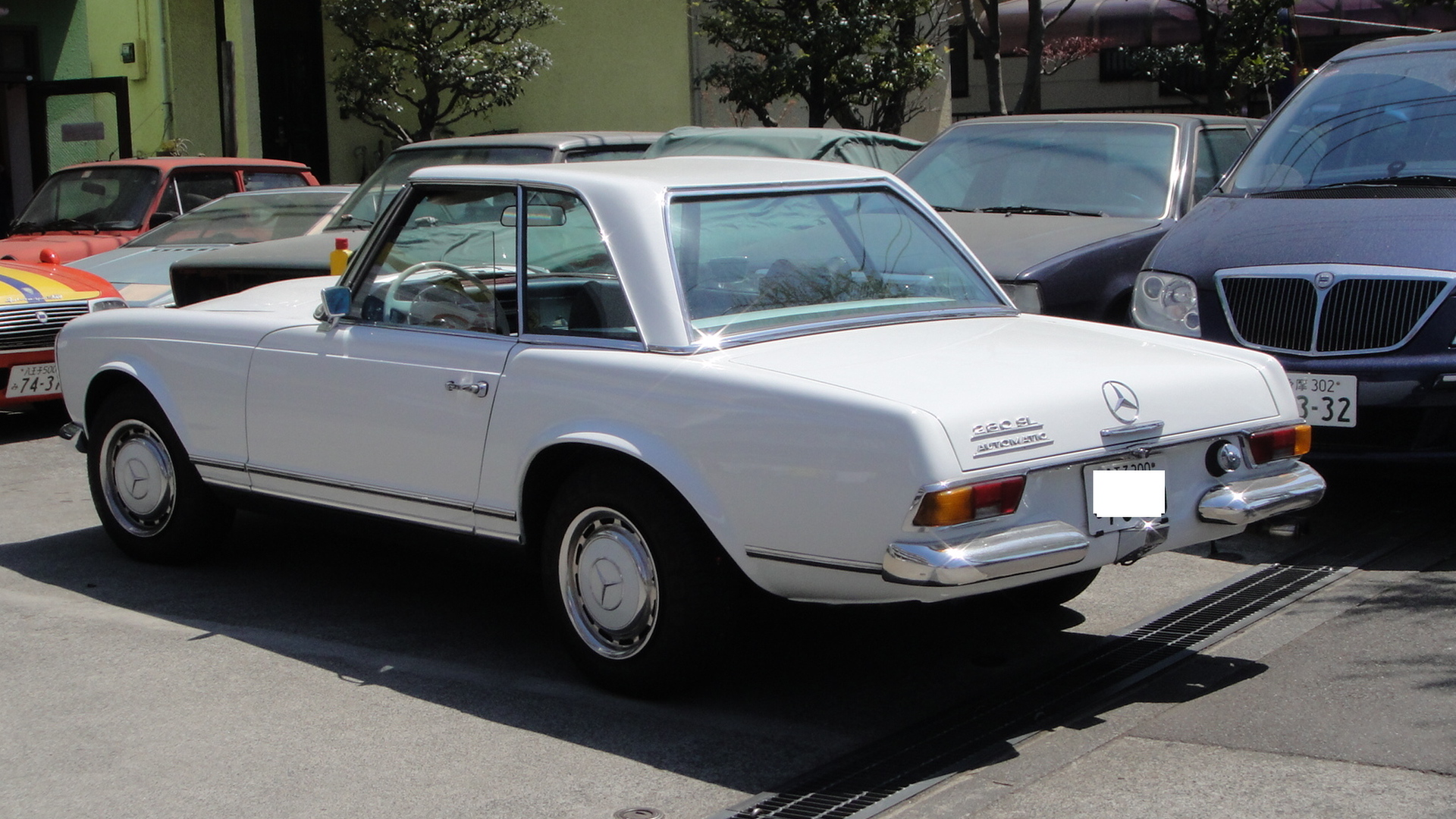
2代目SLクラス（280SL AUTOMATIC）

300SL、190SLに続く第2世代のSLとして1963年のジュネーヴ・モーターショーで機械式燃料噴射装置（ボッシュ製）付き2.3L 直6SOHCエンジンを積んだ230SLがデビューした。
車の性格としてはスポーツ性の高い300SLよりもツーリングカー的な要素の強い190SLに近いもので、自社製4速ATやパワーステアリングも用意されていた。
しかしながら、レーシングドライバー並みの腕前をもつ技術担当重役ルドルフ・ウーレンハウトが運転する230SLは、レーサーのマイク・パークス（Mike Parkes）が運転する3Lエンジン搭載のフェラーリ250GTが47.3秒で周回したサーキットを47.5秒で走るという実力ももっていた。
スタイリングは当時のダイムラー・ベンツのデザイナーであったフランス人のポール・ブラック（Paul Bracq ）によるもので、「パゴダ・ルーフ」と称される屋根の中央が左右より低い逆反り形状になっているのが特徴である。この屋根の形状は次の3代目 R107にも引き継がれる。
車体形状は、
- 車体に格納される幌が付いたロードスター
- ロードスターに着脱可能なハードトップが付いたクーペ
- ロードスターから幌とその収納部を取り去り、車室後部に簡易シートを備えた「カリフォルニア・ロードスター」（ハードトップ付もあり）

の3種類があった。
1967年、機械式燃料噴射装置付き2.5L 直6SOHCエンジンを積み、後輪もディスクブレーキ化した250SLへ移行。
1968年、機械式燃料噴射装置付き2.8L 直6SOHCエンジンを積んだ280SLへ移行。
高まる環境への配慮や安全性能の向上を目指して、1971年に後継モデルである3代目 R107へと移行する。
生産台数は230SLが19,831台、250SLが5,196台、280SLが23,885台である。
モータースポーツの分野では、1963年のスパ・ソフィア・リエージェ・ラリーにてオイゲン・ベーリンガー（Eugen Böhringer ）の運転する230SLが優勝している。

## 3代目 R107（1971年-1989年）

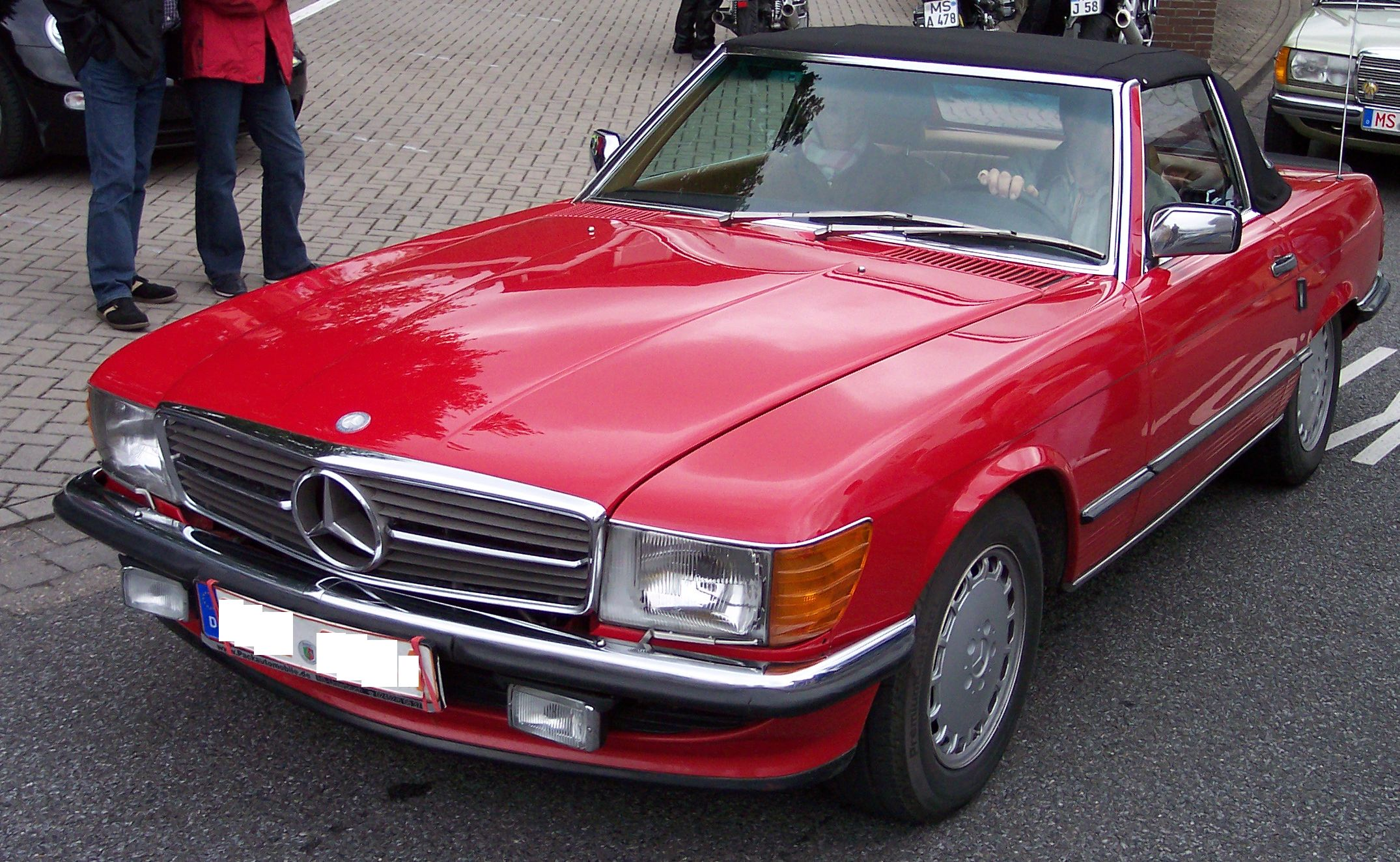
3代目560SL

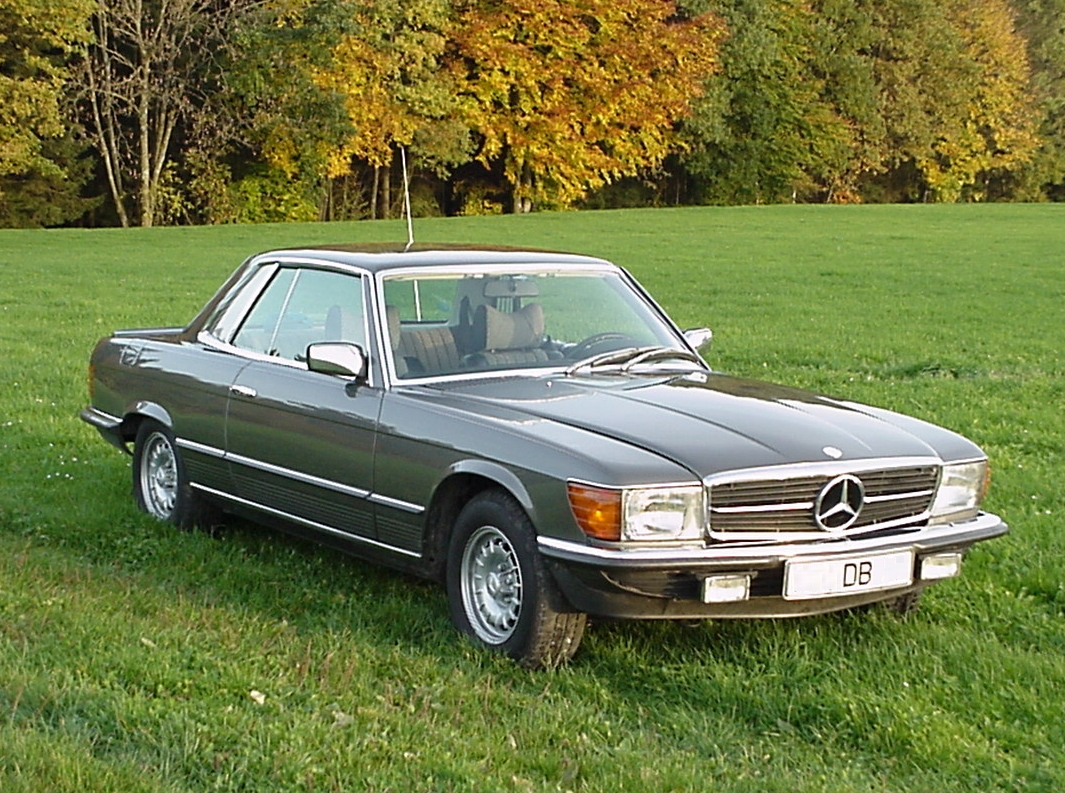
3代目450SLC 5.0

1971年に登場。シャシーコンポーネンツはミッドサイズのW114から転用され、エンジンはSクラス用のユニットを搭載している。着脱可能なハードトップ/ソフトトップを持つ2シーターのSLのほか、ホイールベースを10インチ（254mm）延長し、4シーター・クーペとしたSLC（C107）が登場している。後者は生産終了となったSクラスクーペ（W111/112）の後継モデルとしての役割も兼ねていた。
R107系は1971年から1989年までの長きに渡って生産され、総生産台数は237,000台に上る。このうち約2/3はアメリカ（主に西海岸）で販売された。これらは先代モデルに比べ大きく、重く、豪華になったことで、SLの頭文字は300SL（W198）時代の「シュポルト・ライヒト」から「スポーツ・ラグジュアリー」に変わったことを意味していた。
1971年4月に350SLが、同年10月には350SLCが生産を開始。なお、アメリカ仕様は発売当初の1972年モデルを350SL/SLCとして販売しているが、450用の4.5リッターエンジンを搭載している（1973年モデルから450SL/SLCに改称）。1973年3月より欧州地域でも450SL/SLCを発売。1974年7月には石油ショックに対応したモデルとして280SL/SLCを前倒しで追加。
1977年9月には高性能版450SLC 5.0を追加している。搭載されるエンジンは450系をベースにストロークを延長した5リッターのユニットでシリーズ最強の240馬力を発生させる。これは同じ馬力ながらも後の500系とは違う専用ブロック（鋳鉄製）である。450SLC 5.0についてはボディにもいくつかの改良が見られ、トランクリッドが軽量タイプに変更されるほか、フロント/リアには大型のスポイラーが装備されている。
1980年には大規模なマイナーチェンジが行なわれ、V8エンジンがW126と同じ新開発の軽量アルミブロック・ユニットに変更された。これに伴い350、450、450 5.0の各V8モデルは380SL/SLCおよび500SL/SLCとなる（M110/直6DOHCエンジンの280系は継続）。同時にATも3速から4速に改良されている（350の欧州仕様はデビュー時より4速AT）。しかしながらSLCは1981年にSクラスクーペ（C126）が登場するとその役目を終え生産を終了。SLCの総生産台数は62,888台であった（うち450SLC 5.0は1,636台、500SLCは1,133台）。残ったSLシリーズ（ロードスター）のうち、アメリカ市場向けのモデルは厳しい排ガス規制に合わせてV8エンジンに改良が施され、排ガスのクリーン化にともない大幅なパワーダウンを余儀なくされる圧縮比の低減（9.0:1→8.3:1※380SL）を行った。
1986年には最後のビッグ・マイナーチェンジを行い、280SLは新しい直6OHCエンジン（M103）の300SLに、380SLはトルクをアップさせた420SL（欧州仕様のみで、米国では560SL）に置き換えられた。エンジンに型式変更がない500SLも出力が向上している。同時に外装はエアスポイラーが付加（オプション）され、アルミホイールが14インチから15インチの新デザイン（通称マンホール型）に改められている。これはパワーアップによりブレーキローター/キャリパーが大型化されたためによる。なお、サスペンション・ジオメトリーの見直しも行なわれ、アームの変更によるトレッドの拡大も行われた。
1989年に後継のR129系へモデルチェンジし、18年間にわたる生産に終止符を打った。最終生産車の500SL（アストラル・シルバー色）はドイツ・シュトゥットガルトのメルセデス・ベンツ・ミュージアムに保管されている。
日本仕様車はウエスタン自動車（現ヤナセ）より輸入され、外装はヨーロッパ仕様車と同一であるが、1970年代の度重なる排ガス規制によりエンジンはアメリカ仕様と同様に大幅なパワーダウンを余儀なくされた。初年度の1972年には350SLと350SLCを導入。翌1973年には450SL/450SLCに置き換えられる。1981年の380SEC導入に伴いSLCの販売が終了し、450SLは380SLとなる。そして1986年より380SLに代わり560SLを導入している。なお、560SLはアメリカ、日本、オーストラリアのみで販売され、ドイツ本国を含むヨーロッパ各地では販売されていない。

### ラリー競技

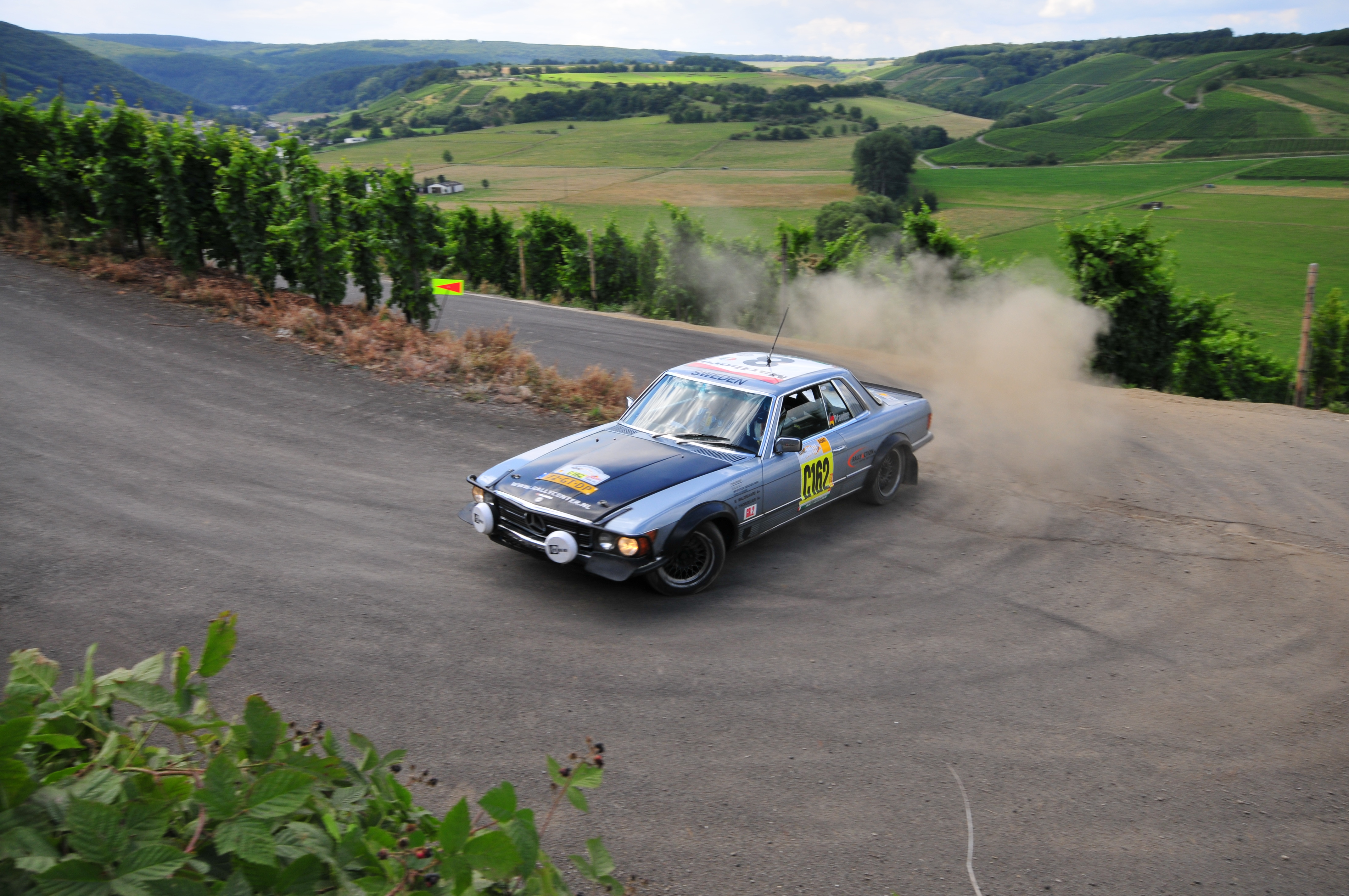
ワルデガルドが駆る450SLC 5.0(2008年 Rallye Deutschlandより)

1978年からのWRCにおいて過酷であったマディラウンドであるサファリラリーからはサビエスト・ザサダ、ジョギンダ・シン、アンドリュー・コーワン、トニー・フォークスらによるGr.2の280Eが選出され、スポット参戦でありながらポイントを獲得していた。
1979年のサファリ、ラリー・コートジボワールにおいて、ダイムラーの地元ディーラーによるセミワークス体制でビヨン・ワルデガルド、ハンヌ・ミッコラ、ヴィック=プレストン・ジュニアといったワークスとの掛け持ち勢がスポット的に加わりはじめ、Gr.4エントリーではAT車である450SLC5.0とこれまでの280Eの2グループ体制とし、サファリではミッコラ、コーワン、ワルデガルドが2、4、6位に入る。コートジボワールでは450SLC4台体制で挑み、1～4位を独占する。1980年、ポルトガルからほぼ地元ディーラーチームでGr.4の450SLCとGr.2の500SLCが起用され、出場ラウンドを増やすとともに年間マニファクチャラーランクではフォードに次ぐ4位に入っている。中でも最終戦のコートジボワールでは500SLCがGr.4勢に割って入り、1、2位につけた。
| グレード     | 製造期間                    | 排気量  | エンジン      | 馬力                                           |
| ------------ | --------------------------- | ------- | ------------- | ---------------------------------------------- |
| 280SL 280SLC | 1974年-1985年 1974年-1981年 | 2,746cc | 直列6気筒DOHC | 185馬力                                        |
| 300SL        | 1985年-1989年               | 2,962cc | 直列6気筒SOHC | 188馬力                                        |
| 350SL 350SLC | 1971年-1980年               | 3,499cc | V型8気筒SOHC  | 200馬力                                        |
| 380SL SLC    | 1980年-1985年 1980年-1981年 | 3,818cc | V型8気筒SOHC  | 218馬力（欧州仕様）／155馬力（米国・日本仕様） |
| 420SL        | 1985年-1989年               | 4,196cc | V型8気筒SOHC  | 218馬力                                        |
| 450SL 450SLC | 1973年-1980年               | 4,520cc | V型8気筒SOHC  | 225馬力                                        |
| 500SL 500SLC | 1980年-1989年 1980年-1981年 | 4,973cc | V型8気筒SOHC  | 240馬力                                        |
| 450SLC 5.0   | 1977年-1980年               | 5,025cc | V型8気筒SOHC  | 240馬力                                        |
| 560SL        | 1986年-1989年               | 5,546cc | V型8気筒SOHC  | 235馬力（米国・日本仕様）                      |

## 4代目 R129（1989年-2001年）

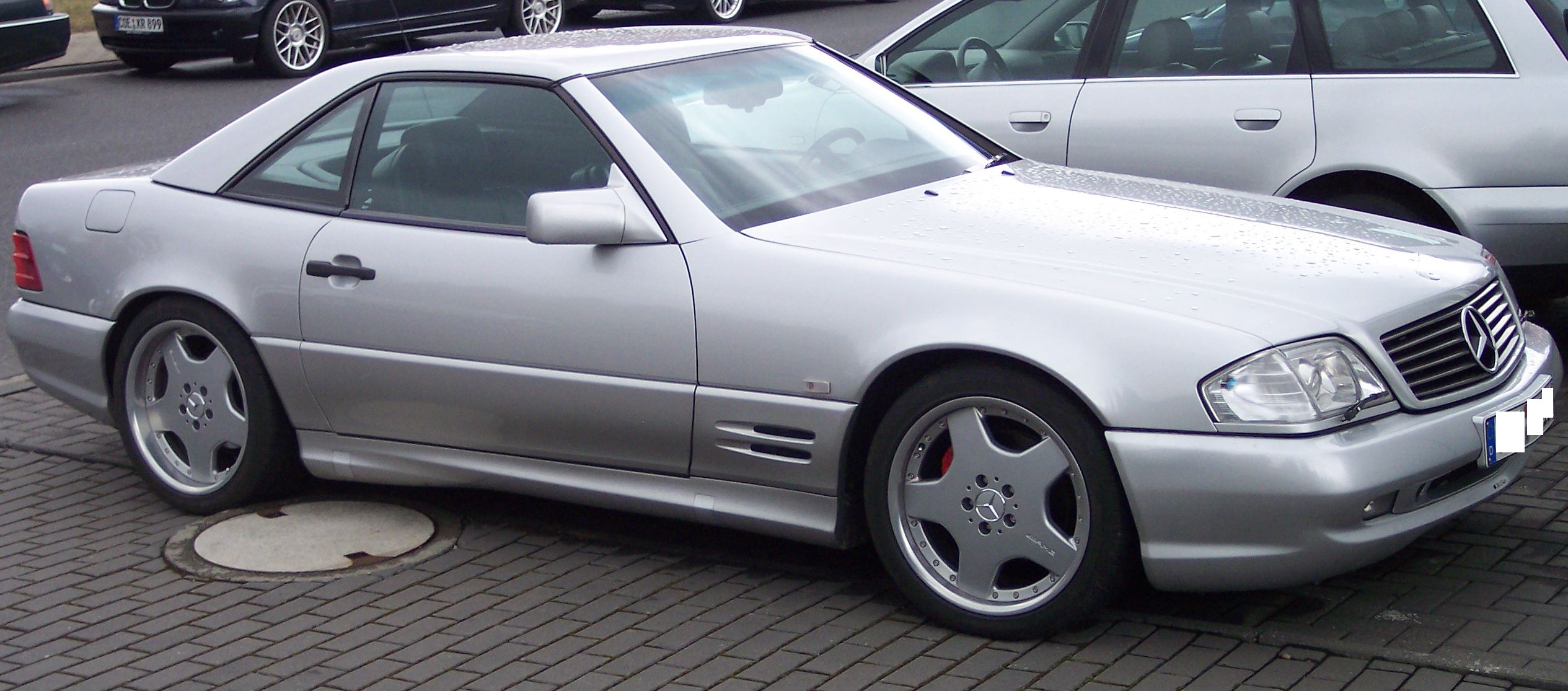
4代目SLクラス（ハードトップ装着）

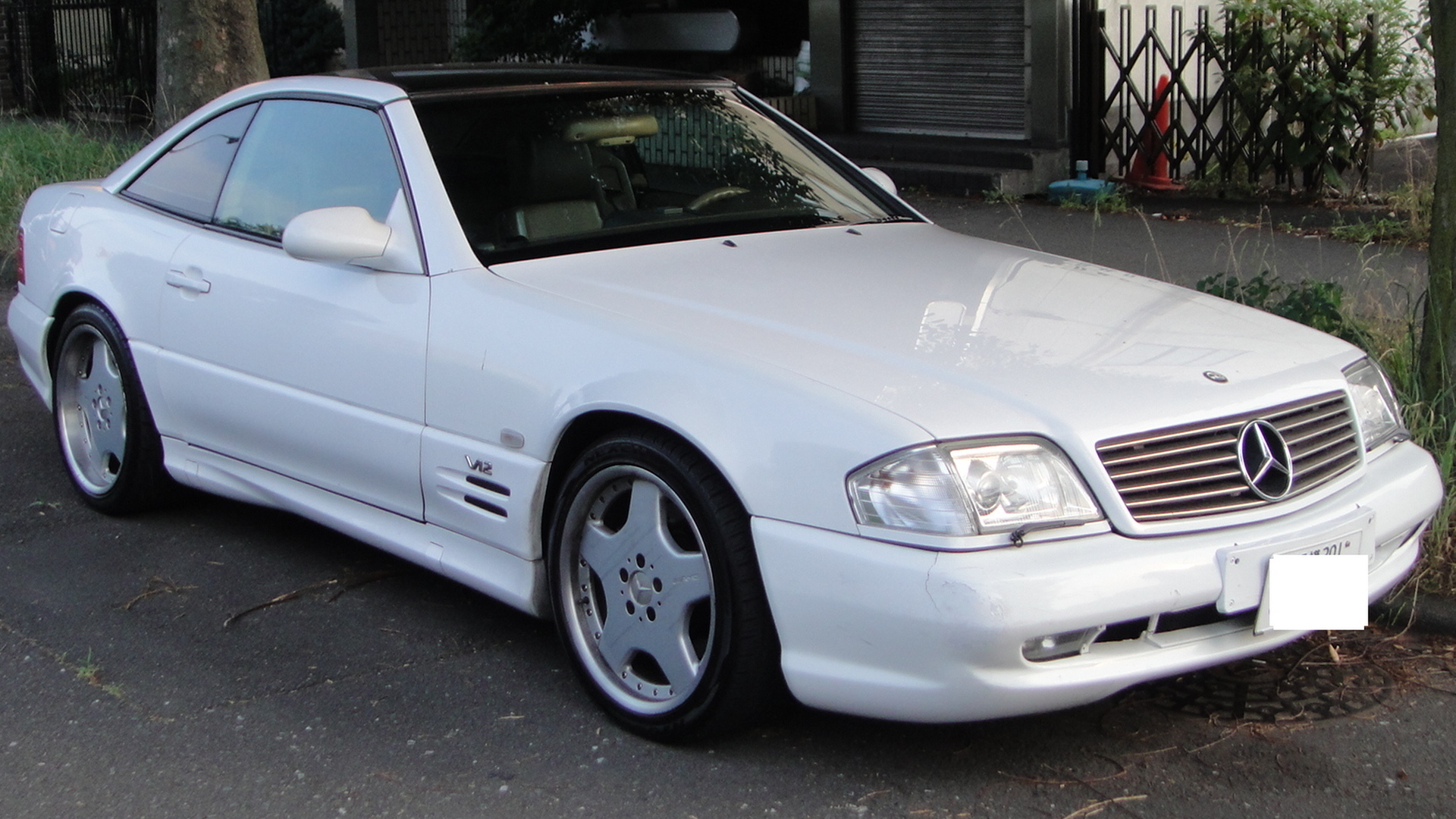
SL73 AMG フロント

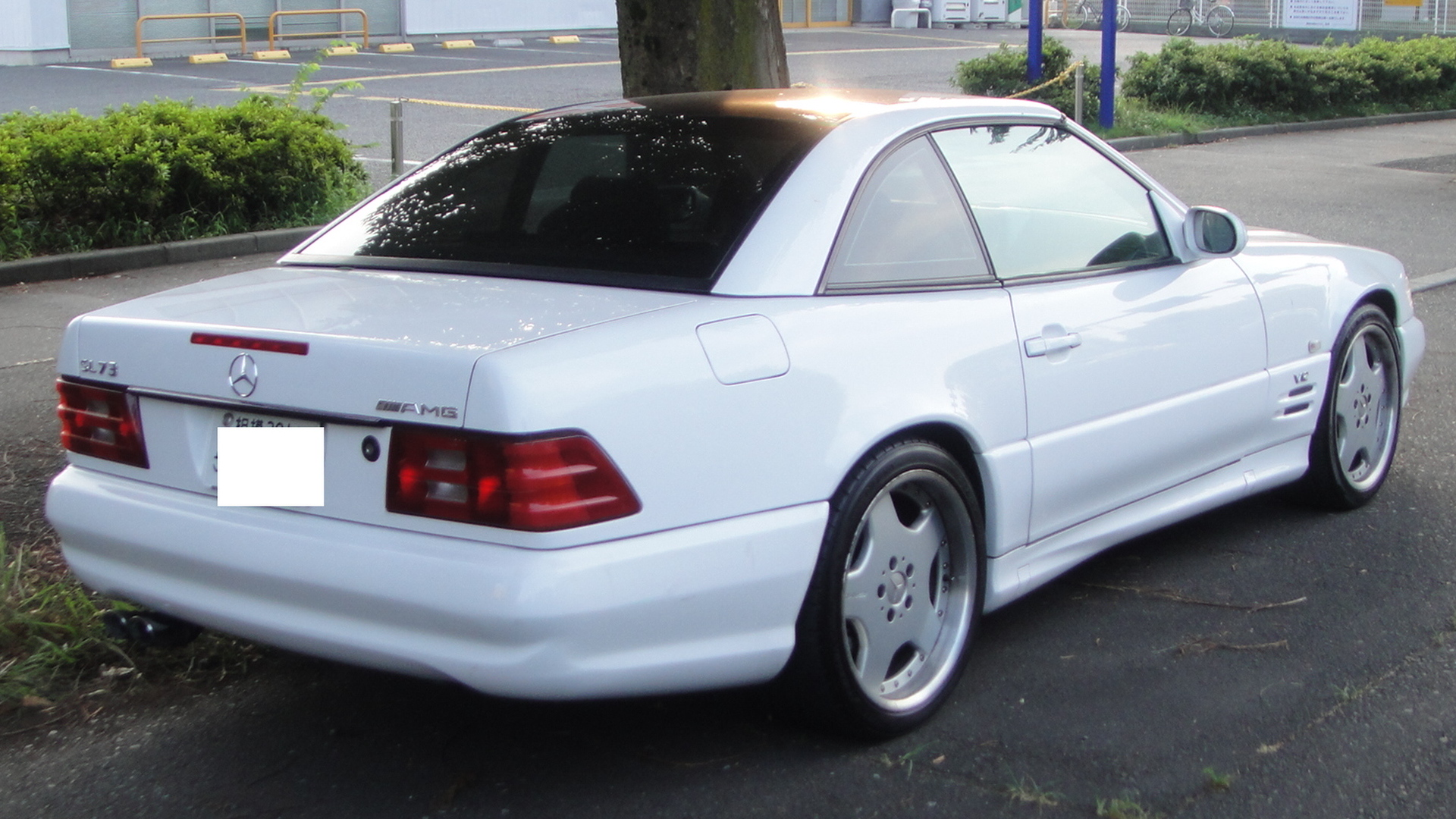
SL73 AMG リア

1989年、18年ぶりにフルモデルチェンジし、4代目が登場。幌には電動ソフトトップを採用する。車両の傾きを感知した際に起き上がり搭乗者を保護するロールオーバーバーがこのモデルから装備された。
機構的にはV型エンジンを搭載できるようにW201を拡幅し構造を強化したものである。日本には5.0L V8エンジンを搭載した「500SL」が導入された。価格は1380万円で左ハンドル仕様のみ。
1991年、「500SL」に右ハンドル仕様を追加するとともに1631万円に値上げした。
1992年、6.0L V12エンジンを積む「600SL」を追加。1993年、「600SL」をベースにAMGによってチューニングされたエンジンを搭載する「600SL 6.0 AMG」を追加。
1994年、マイナーチェンジ。モデル名が変更となり、それまで排気量を表す数字の後ろに付いていた「SL」が数字の前に付けられる。同時に直6モデルの「SL320」を追加。全車に5速ATを採用。
1996年、「SL500」をベースにAMGがチューンした6.0L V8エンジンを搭載する「SL500 6.0 AMG」を追加。
1998年、「SL320」の直6エンジンがV6エンジンに置き換えられ、「SL500」のエンジンも新型の5.0L V8となる。同時に「SL500 6.0 AMG」を廃止、新たに5.5L、V8の「SL55 AMG」自然吸気で7055cc、V12の「SL600 7.0」7.3L、V12の「SL73 AMG」を追加。この「SL73 AMG」は全世界で50台ほど製造された。
2001年、12年にわたる生産を終了し、5代目（R230）へと移行する。
| 主なグレード  | 主なグレード  | 主なグレード | 主なグレード          | 主なグレード         | 主なグレード | 主なグレード |
| グレード      | 製造期間      | 排気量       | エンジン              | 最高出力・最大トルク | 変速機       | 駆動方式     |
| ------------- | ------------- | ------------ | --------------------- | -------------------- | ------------ | ------------ |
| SL73 AMG      | 1998年-2001年 | 7.3L         | V型12気筒DOHCエンジン | 525PS/76.5kg・m      | 5速AT        | FR           |
| SL600 7.0     | 1998年-2002年 | 7.0L         | V型12気筒DOHCエンジン | 496PS/73.4kg・m      | 5速AT        | FR           |
| 600SL 6.0 AMG | 1993年-1994年 | 6.0L         | V型12気筒DOHCエンジン | 440PS/61.2kg・m      | 4速AT        | FR           |
| SL600 6.0 AMG | 1994年-2001年 | 6.0L         | V型12気筒DOHCエンジン | 440PS/61.2kg・m      | 5速AT        | FR           |
| SL500 6.0 AMG | 1996年-1998年 | 6.0L         | V型8気筒DOHCエンジン  | 381PS/59.1kg・m      | 5速AT        | FR           |
| 600SL         | 1992年-1994年 | 6.0L         | V型12気筒DOHCエンジン | 395PS/58.0kg・m      | 4速AT        | FR           |
| SL600         | 1994年-1998年 | 6.0L         | V型12気筒DOHCエンジン | 395PS/58.0kg・m      | 5速AT        | FR           |
| SL55 AMG      | 1998年-2001年 | 5.4L         | V型8気筒SOHCエンジン  | 353PS/51.4kg・m      | 5速AT        | FR           |
| 500SL         | 1989年-1994年 | 5.0L         | V型8気筒DOHCエンジン  | 330PS/47.0kg・m      | 4速AT        | FR           |
| SL500         | 1994年-1998年 | 5.0L         | V型8気筒DOHCエンジン  | 320PS/48.0kg・m      | 5速AT        | FR           |
| SL500         | 1998年-2001年 | 5.0L         | V型8気筒SOHCエンジン  | 306PS/46.9kg・m      | 5速AT        | FR           |
| SL320         | 1994年-1998年 | 3.2L         | 直列6気筒DOHCエンジン | 235PS/32.8kg・m      | 5速AT        | FR           |
| SL320         | 1998年-2001年 | 3.2L         | V型6気筒SOHCエンジン  | 224PS/32.1kg・m      | 5速AT        | FR           |

## 5代目 R230（2001年-2011年）

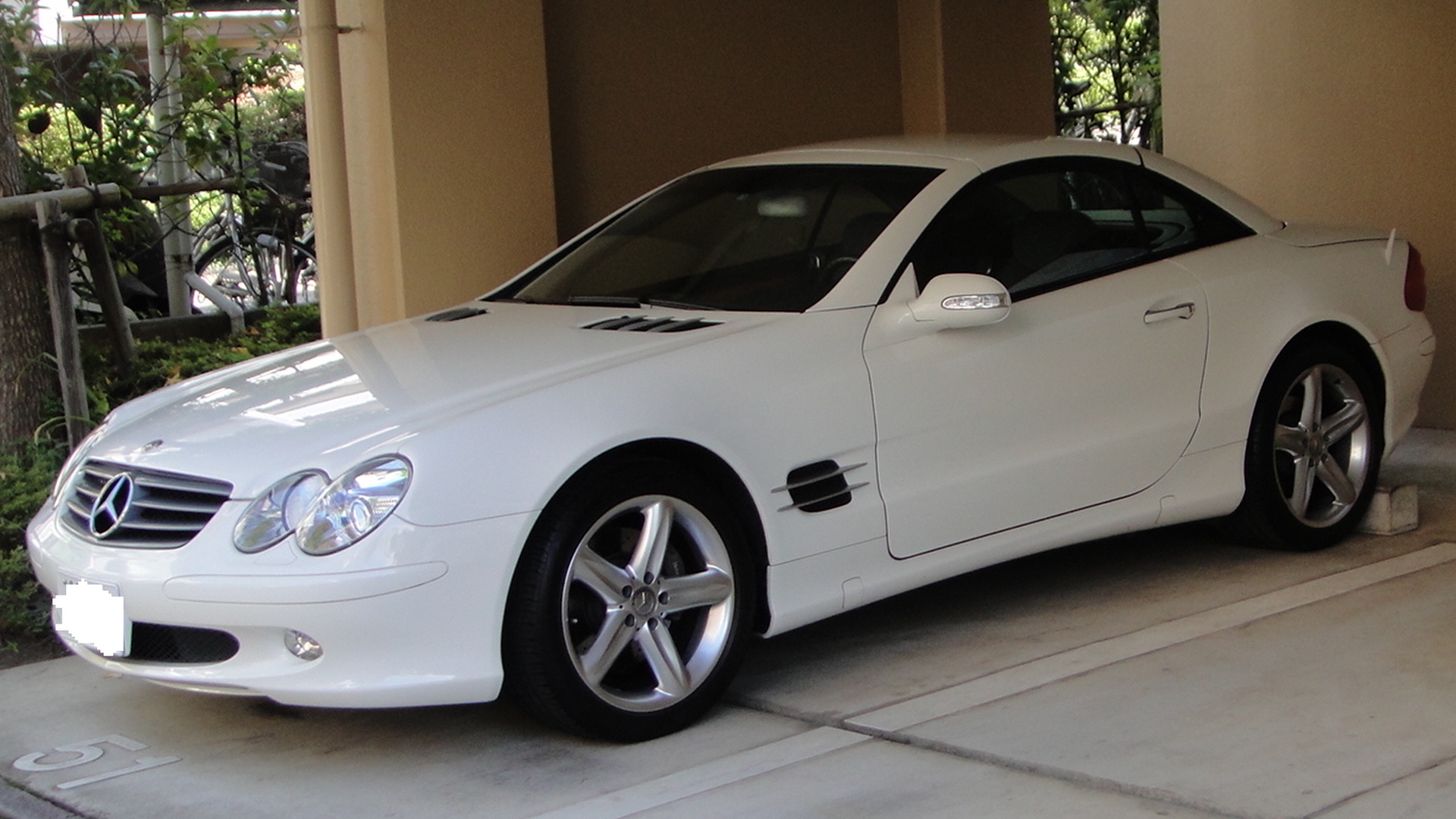
5代目SL500 （前期型）

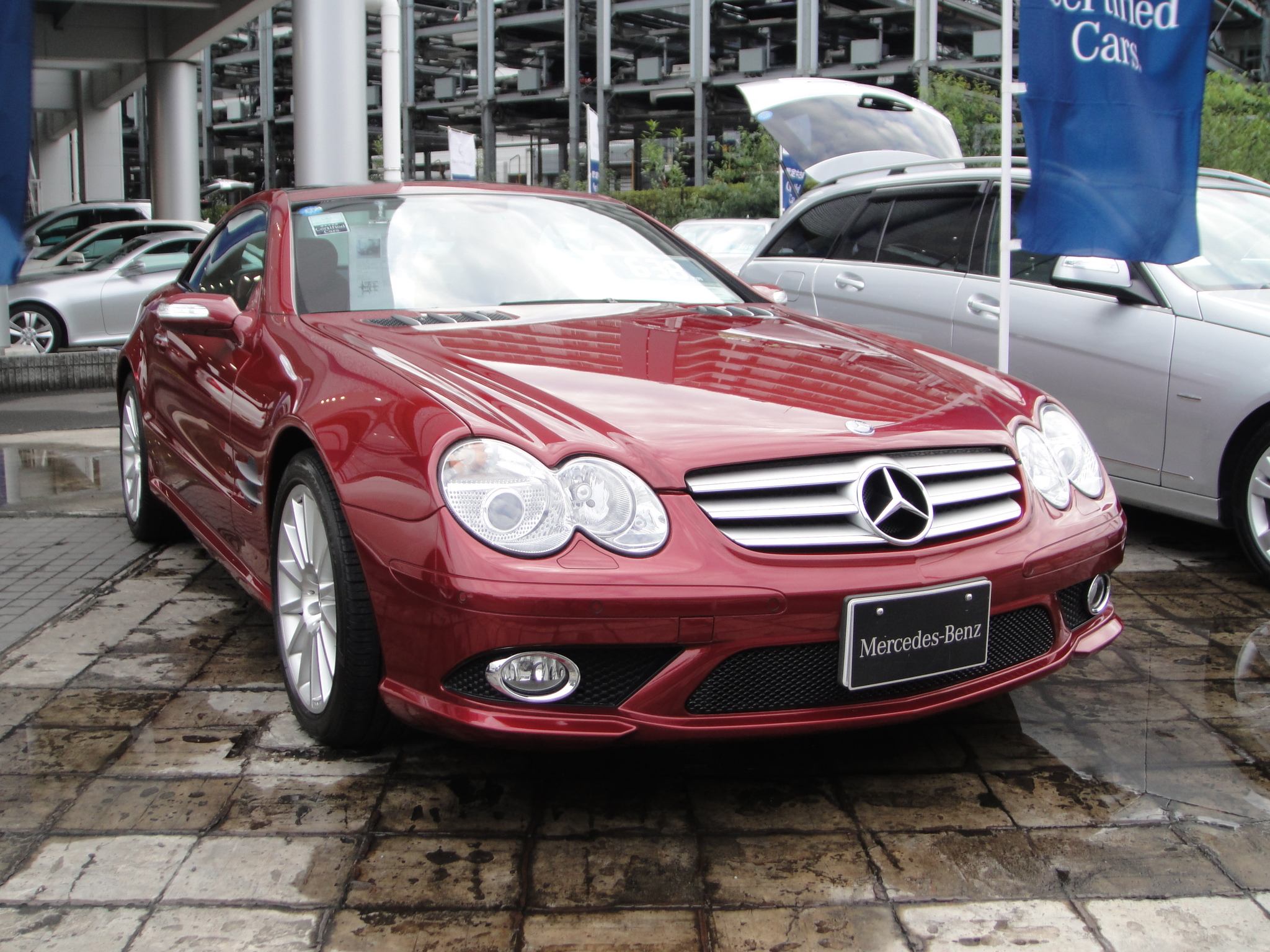
SL550 (前期型)

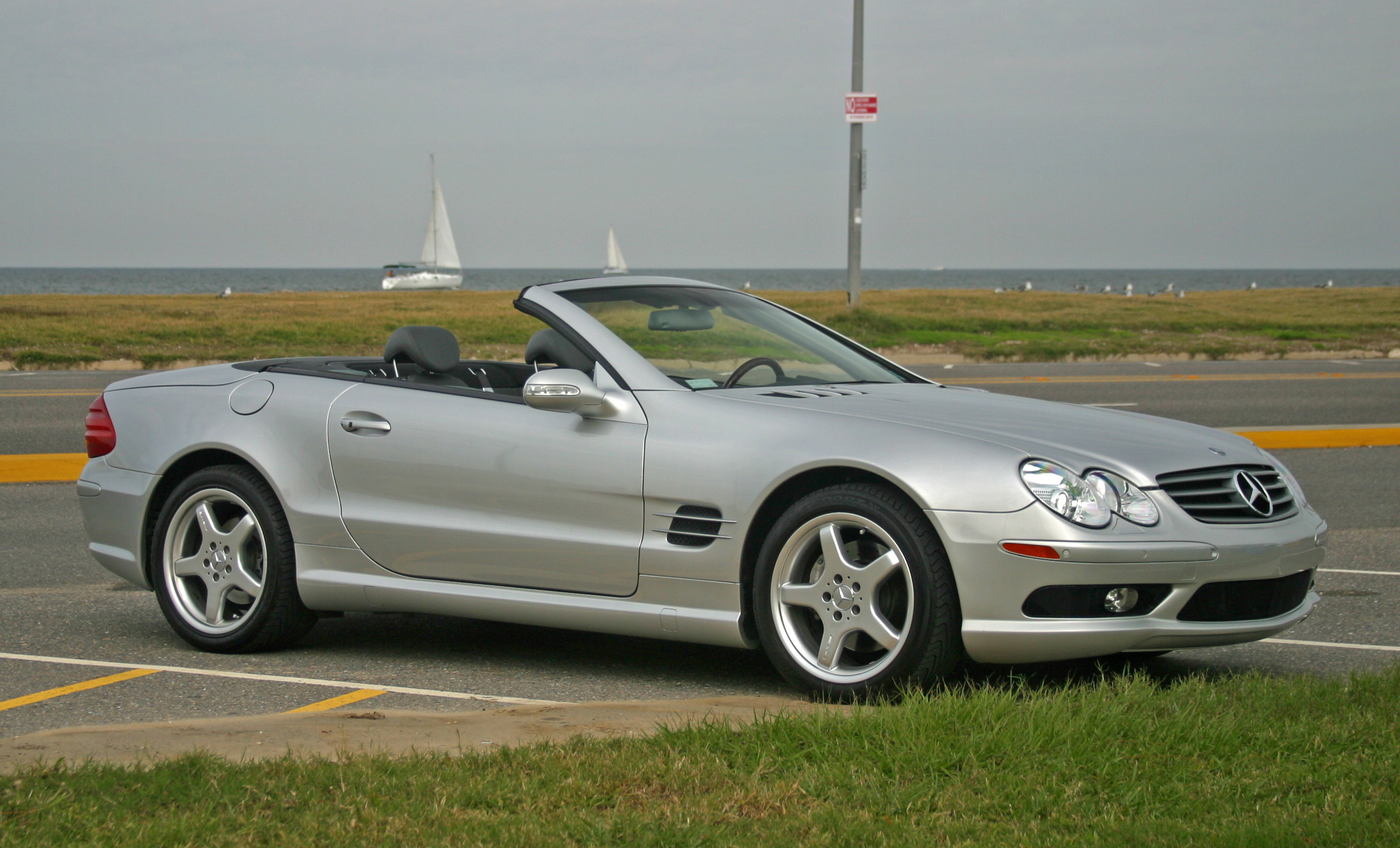
5代目SL500（オープン時）

SL65 AMG （前期型）

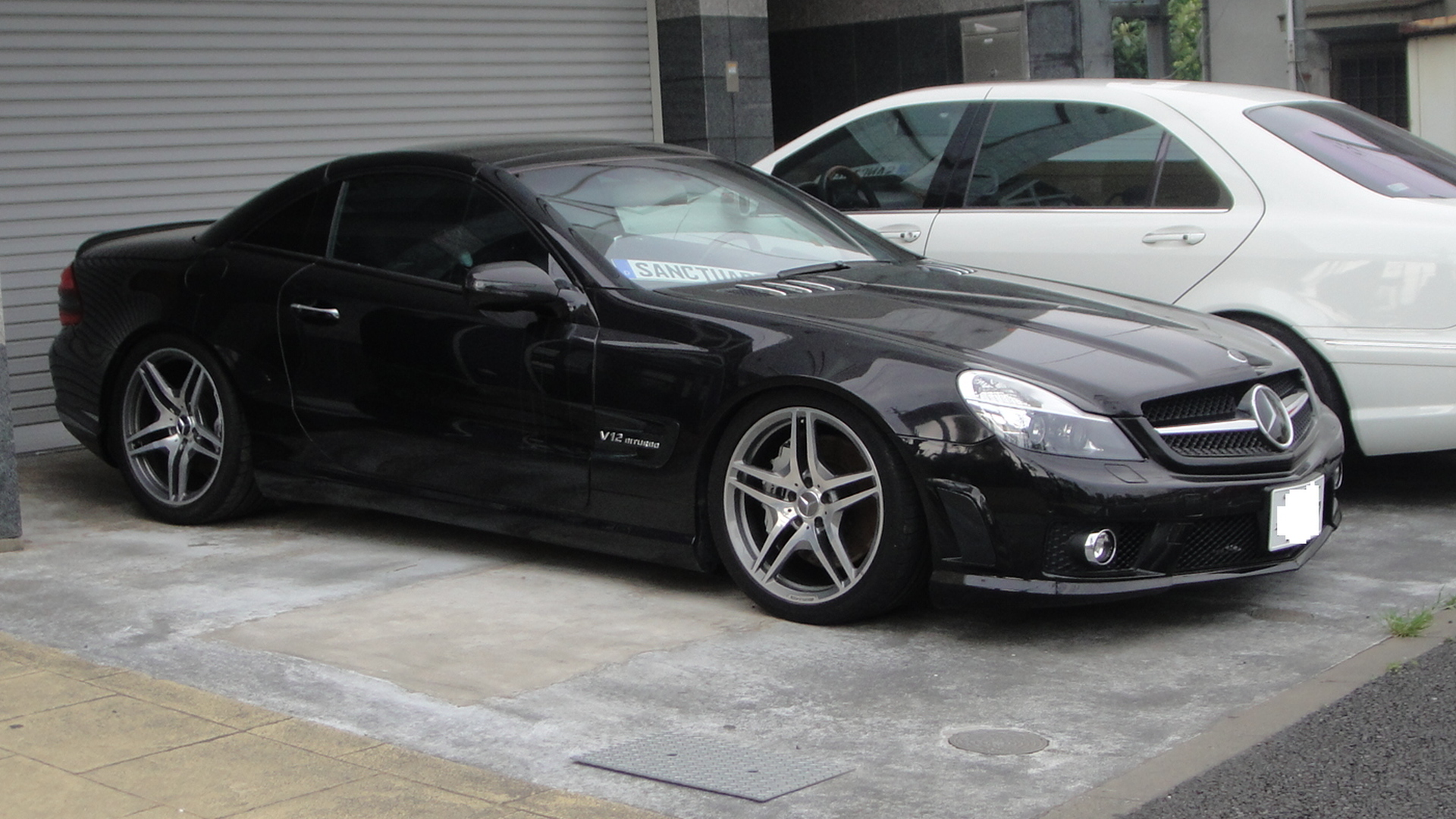
SL65 AMG （後期型）

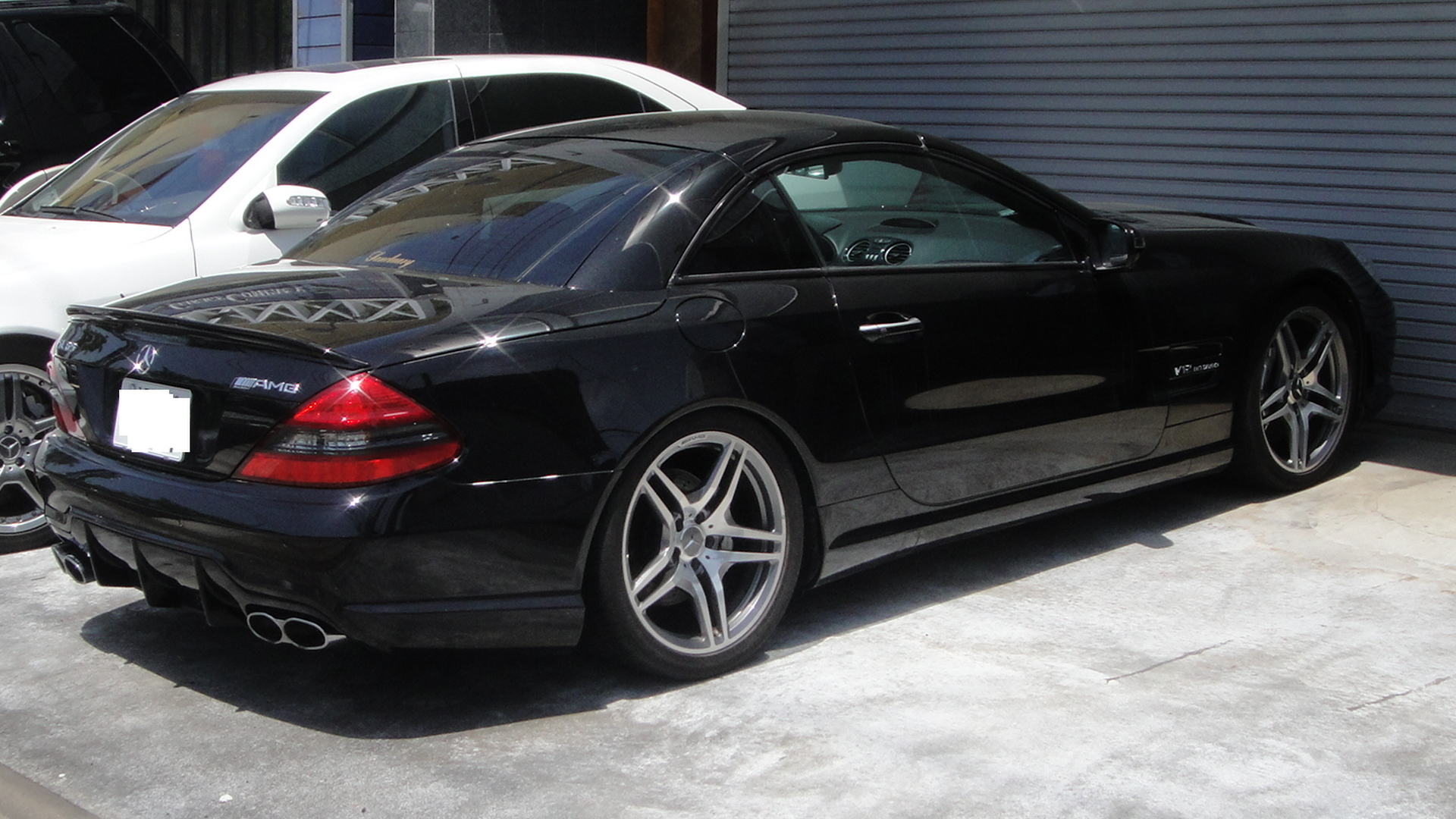
SL65 AMG リア

2001年、フルモデルチェンジし、5代目に移行。このモデルより、SLKクラスに先行装備されたバリオルーフ（電動格納式ハードトップ）が装備され、よってこれまでのソフトトップおよびデタッチャブルハードトップは廃止となった。日本では10月に「SL500」のみが先行発売される。
2002年、AMGモデルの「SL55 AMG」を追加。AMG製のエアロパーツ、アルミホイール、強化ブレーキとスポーツサスペンションを装備。
2003年、V6エンジンモデルの「SL350」とV12エンジンモデルの「SL600」を追加。
2004年、「SL55 AMG」にF1セーフティカーの技術をフィードバックし、さらなるチューニングを施した「パフォーマンスパッケージ」を設定。「SL500」に7速AT（7G-TRONIC）を採用。同時にSクラスにも搭載されている6.0L V12ツインターボエンジンを積むAMGモデル「SL65 AMG」を追加。
2006年11月、マイナーチェンジ。「SL350」には新世代の3.5L V6エンジン（272）と7速ATが搭載され、「SL550」には新世代の5.5L V8エンジン（273）が搭載された。また、「SL600」とAMGモデル「SL55 AMG」のエンジンの出力とトルクが若干向上している。
2008年5月、マイナーチェンジ。フロントマスクの変更が行われ、丸目4灯からつり目のヘッドライトに変更された。テールランプは前モデルとほとんど変わらない意匠となった。新機能としては可変ステアリング機構であるダイレクトステアシステムの採用、ヘッドレストから温風が吹き出すエアスカーフが採用された。また、「SL55 AMG」が廃止され新たに「SL63 AMG」が追加された。

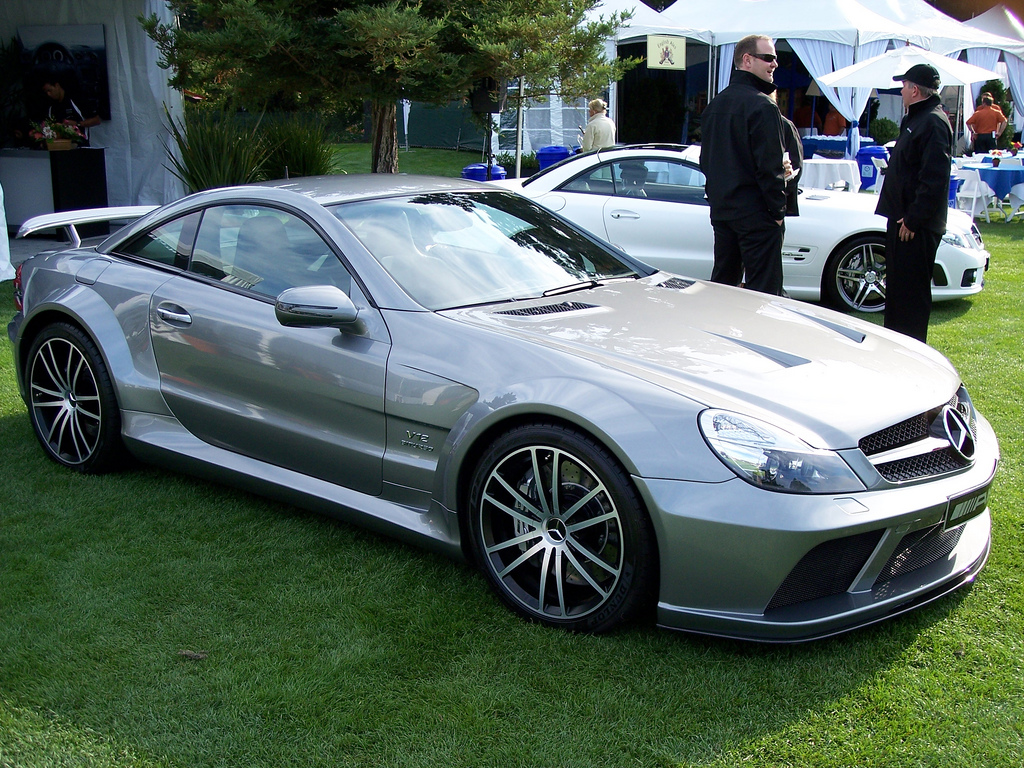
5代目 SL65 AMG Black Series

2008年10月、「SL65 AMG」をベースとして、同クラスの特徴であるバリオルーフを廃止してクローズドボディに変更し、カーボン素材のボンネットなどを採用することで軽量化を図った「SL65 AMG Black Series」を追加。搭載エンジンは「SL65 AMG」と同じであるが、専用のインタークーラーやエグゾーストシステムにより大幅に出力を向上させている。日本では2009年春頃から配車開始となるが、少量生産品であり日本向けは12台である。
2010年4月、「SL350」をベースに、ブラックとクローム/シルバーのコントラストを際立たせた限定11台の特別仕様車「SL350 Night Edition」を発売。カラーは「オブシディアンブラック」と特別仕様車のために開発されたマットブラックペイント「designoマグノナイトブラック」の2色を用意するが、「designoマグノナイトブラック」は日本国内では1台しか販売されないため申し込み受付を行ない、希望者多数の場合は抽選となる。
2011年8月、「SL350」・「SL550」をベースに、チタニウムグレーペイント19インチAMG5スポークアルミホイール、ハイグロスドアハンドル、SLRデザインシフトノブ、専用インテリアトリムなどを施し、上質感とスポーティーさを一層高めた特別仕様車「SL350 Grand Edition」・「SL550 Grand Edition」を発売。オプションには「SL63 AMG パフォーマンスパッケージ」に採用されているチタニウムグレーペイント19インチ AMG5ツインスポークアルミホイールを特別採用した「AMGスポーツパッケージ」を設定。併せて、メーカーオプション設定のディストロニックの大幅値下げ（35.7万円→25万円）を実施した。

### 特徴・機構
- 日本での価格帯は1190万円-4880万円(SL65 AMG BS）で、「SL350」のみ右ハンドル仕様が設定されている。また、北米では95千ドル（SL550）-186千ドル（SL65 AMG）で販売されている。
- 「バリオルーフ」の開閉時間はSLKクラスよりも速い16秒である。
- ルーフがトランクに収納されている状態でも荷物を出し入れしやすいよう、トランク内のボタンを押すと折り畳まれたルーフが浮き上がるようになっている。
- 雨天時には定期的にブレーキパッドが作動しブレーキディスクに付着した水滴を自動的に除去してくれる機能を持つ。
- 「先進的な技術」として鳴り物入りで導入されたボッシュ製電子制御ブレーキシステム（SBC）であるが、その後の度重なる不具合発生およびリコールにより、2006年のマイナーチェンジにおいてEクラスのみ廃止された。

### 前期型グレード
| SL55 AMG パフォーマンスパッケージ | 2002年7月-2008年5月   | 113M55型 V型8気筒SOHC スーパーチャージャー | 5,438cc | 517PS/73.4kg・m | 5速AT | FR | 以前は500PS/71.4kg・mであったが、 2006年11月に出力とトルクを向上させた。 |
| SL500                             | 2001年10月-2006年11月 | 113型 V型8気筒SOHC                         | 4,965cc | 306PS/46.9kg・m | 7速AT | FR | 以前は5速ATであったが、2003年11月に7速化                                 |
| SL350                             | 2003年6月-2006年11月  | 112M37型 V型6気筒SOHC                      | 3,724cc | 245PS/35.7kg・m | 5速AT | FR |                                                                          |

### 後期型グレード
| 現行グレード          | 現行グレード                        | 現行グレード | 現行グレード                    | 現行グレード            | 現行グレード | 現行グレード                                                                                    | 現行グレード | 現行グレード | 現行グレード |
| グレード              | エンジン                            | 排気量       | 最高出力・最大トルク            | 変速機                  | 駆動方式     | 備考                                                                                            | 発売日       | 価格         |              |
| --------------------- | ----------------------------------- | ------------ | ------------------------------- | ----------------------- | ------------ | ----------------------------------------------------------------------------------------------- | ------------ | ------------ | ------------ |
| SL65 AMG Black Series | 275AMG型 V型12気筒 SOHCツインターボ | 5,980cc      | 670PS/102.0kg・m                | 5速AT                   | FR           | 軽量化を図るために、特徴的な「バリオルーフ」を廃した 代わりに固定式のカーボンルーフを採用した。 | 2008年10月-  | 4880万円-    |              |
| SL65 AMG              | 275AMG型 V型12気筒 SOHCツインターボ | 5,980cc      | 612PS/102.0kg・m                | 5速AT                   | FR           |                                                                                                 | 2004年7月-   | 2920万円-    |              |
| SL63 AMG              | 156型 V型8気筒 DOHC NA              | 6,208cc      | 525PS/64.0kg・m                 | AMG スピードシフトMCT-7 | FR           |                                                                                                 | 2008年5月-   | 1939万円-    |              |
| SL600                 | 275型 V型12気筒SOHC ツインターボ    | 5,513cc      | 500PS/81.6kg・m 517PS/84.6kg・m | 5速AT                   | FR           | 以前は500PS/81.6kg・mであったが、2006年11月に出力とトルクを向上させ517PS/84.6kg・mとなる        | 2003年6月-   | 1959万円-    |              |
| SL550                 | 273型 V型8気筒DOHC                  | 5,461cc      | 387PS/54.0kg・m                 | 7G-TRONIC               | FR           |                                                                                                 | 2006年11月-  | 1533万円-    |              |
| SL350                 | 272型 V型6気筒DOHC                  | 3,497cc      | 316PS/36.7kg・m                 | 7G-TRONIC               | FR           | SL350のみ右ハンドルが用意される                                                                 | 2008年5月-   | 1200万円-    |              |

## 6代目 R231（2011年-）
2011年12月に発表され、日本では2012年3月18日に発表された。メルセデス量産車初のオールアルミモノコックボディとなった。当初はSL350ブルーエフィシェンシー、SL500ブルーエフィシェンシー、SL63AMGが導入され、同年8月29日には最上級グレードのSL 65 AMGが導入された。

## 7代目 R232（2021年-）
当代より、SLはメルセデスAMG専用モデルとなった。